# Ностицы
Ностицы (нем. von Nostitz) — графский род, происходящий из Силезии, где предки его упоминаются уже в XIII веке. В Праге на Малой Стороне им принадлежал Ностицкий дворец — блистательный памятник центральноевропейского барокко. Ныне его занимает министерство культуры Чехии.
Одна отрасль рода Ностиц с 1674 г. купила графство Ринек во Франконии и с тех пор принадлежала к числу владетельных графов Священной Римской империи и была известна под двойной фамилией Ностиц-Ринек. При роспуске империи эта ветвь была медиатизована. Самый высокопоставленный представитель этой линии, граф Фридрих Мориц фон Ностиц-Ринек (1728—1796), достиг на службе Габсбургов чина фельдмаршала, причём на исходе жизни возглавлял военное ведомство (гофкригсрат). Его племянник, Иоганн Непомук фон Ностиц-Ринек 1768—1840) — австрийский кавалерийский военачальник, фельдмаршал-лейтенант (генерал-лейтенант), служивший в кирасирах, прославился своим совместным с русскими участием в сражениях при Кремсе (1805), при Лейпциге, при Фер-Шампенуазе (1814); был женат первым браком на графине Софии Апраксиной. 
Из ветви, поселившейся в Саксонии, Август Людвиг во время наполеоновских войн с отличием служил прусской короне, а Григорий (1781—1838) вступил в русскую службу в 1807 г. и был генерал-адъютантом. Его сын, граф Иван Григорьевич (1824—1905), генерал-лейтенант, с отличием служил на Кавказе и во время Ноябрьского восстания. Его сын Григорий (1862—1926), также генерал, во время Первой мировой войны возглавлял штаб Гвардейского корпуса.
Фамилия Ностиц разделилась на многие ветви, четыре из коих имеют графское достоинство: три достоинства графское Римской империи, а четвертая графское достоинство королевства Саксонского и  переселилась в Россию.

## Известные представители
- Конрад фон Ностиц — рыцарь-крестоносец воевавший в Сирии и в Палестине при Императоре Конраде III в XII веке.
- Станислав фон Ностиц — полковник, упоминается в битвах с Татарами в Силезии в 1241 году
- Каспар фон Ностиц — поступил на службу к Маркграфу Бранденбургскому в 1454 году.
- Георг фон Ностиц — участник Могачской битвы в 1526 году
- Христиан фон Ностиц — возведен в баронское достоинство королевства Богемского, императором Фердинандом II в 1634 году[1].
- Ностиц, Август Людвиг Фердинанд (1777—1866) — прусский генерал от кавалерии.
- Ностиц, Григорий Иванович:[править]  -  Ностиц, Григорий Иванович (1781—1838) —  генерал-лейтенант, участник наполеоновских войн.
  -  Ностиц, Григорий Иванович (1862—1926) — генерал-майор, участник Первой мировой войны.
- Ностиц, Иван Григорьевич (1824—1905) — генерал-лейтенант, участник Кавказской войны.
- Ностиц-Ринек, Иоганн Непомук фон (1768—1840) — австрийский кавалерийский военачальник, фельдмаршал-лейтенант (генерал-лейтенант).
- Ностиц, Фридрих Гартвиг фон (1660—1737) — военачальник датской, русской, венецианской и саксонской армий, генерал-поручик армии Петра I, участник Северной войны.
- Ностиц-Ринек, Фридрих Мориц фон (1728—1796) — австрийский фельдмаршал.